# Джуксте
Джу́ксте (латыш. Džūkste) — населённый пункт в центральной части Латвии, административный центр Джукстской волости Тукумского края. До 1 июля 2009 года входил в состав Тукумского района.
Село находится на берегу одноимённой реки, между сёлами Ланцениеки и Лестене. Расстояние до Риги — 66 км, до Тукумса — 29 км.

## История

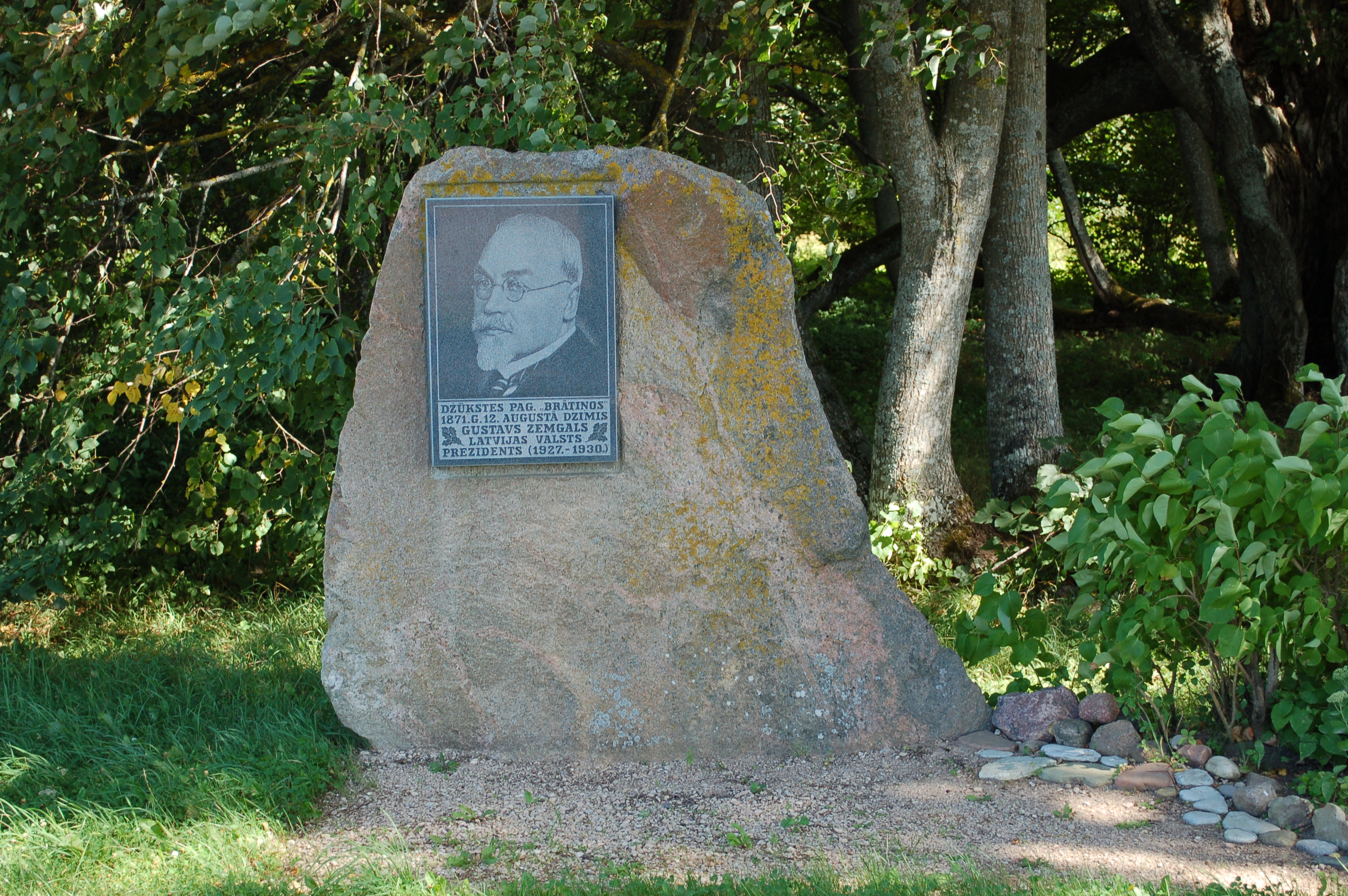
Мемориал Земгалса

Современное поселение находится на территории, некогда принадлежавшей Джукстскому поместью.
В Джуксте имеются два магазина, кооперативное общество «Justs-2», Джукстская средняя школа, библиотека, Дом культуры, аптека (работает с 1895 года), почтовое отделение. Джукстский парк был высажен в 1895—1897 годах известным фольклористом Ансисом Лерхис-Пушкайтисом.
На Джукстском кладбище установлен памятник погибшим в годы Первой мировой войны работы скульптора Карлиса Земдеги.
Памятник уроженцу Джукстской волости Густаву Земгалсу.